# Самарская кабельная компания
Самарская Кабельная Компания («СКК», «Самаракабель») — советский и российский производитель кабелей связи. Образовано на базе Куйбышевского завода кабелей связи (КЗКС).

## История
29 мая 1951 года Совет Министров СССР принял решение «О строительстве первой очереди завода кабелей связи в городе Куйбышеве». 22 августа 1952 года Министерство электротехнической промышленности утвердило технический проект.
1952 год — построен первый корпус. 1955 год — недостроенный цех кабельных изделий выпустил первые 450 километров электропроводов марки ППВ и кабель радиофикации и связи марки ПРВПМ. 1956 год — налажен выпуск городского телефонного кабеля с воздушно-бумажной изоляцией в свинцовой оболочке. 1961 год — ЦК КПСС и Совет Министров СССР приняли решение «О строительстве второй очереди завода кабелей связи».
С декабря 1986 года в качестве головного предприятия входил в состав производственного объединения «Куйбышевкабель».
На заводе впервые в стране были испытаны и внедрены автоматические поточные линии по производству жил в полиэтиленовой изоляции. Впервые было осуществлено продольное наложение на сердечник алюминиевого экрана с пластмассовым покрытием (АЛПЭТ).
Имеются совместные предприятия:
- ЗАО «ПЭС/СКК», г. Чапаевск, (совместное предприятие американской корпорации APTIV и «Самарской кабельной компании») — производство автомобильной электропроводки.
- ЗАО «ПЭС/СКК», г. Самара, Кабельная 9, (совместно с «Дженерал Моторс») — производство автомобильной электропроводки.
- ЗАО «СОКК», г. Самара, Кабельная 9, (совместно с фирмой Корнинг Инкорпорейтед) — производство оптико-волоконных кабелей связи

## Руководство
С февраля 1951 года — А. Г. Козлярович, с января 1957 года — П. Н. Мананников, с 1962 (1971) года — В. А. Горбацевич, с декабря 1986 года — А. К. Бульхин.
C июля 2003 года по май 2014 года — Ключников Валерий Фёдорович. С мая 2014 по настоящее время — Губанов Роман Валерьевич.
До лета 2014 на одном из цехов начальником был Горшкова Валентина Семеновна.